# Металеві дні
«Мета́леві дні» — літературний, громадсько-політичний місячник, заснований 1930 року в Одесі, виходив до серпня 1933 року, об'єднано з журналом  «Шквал» та реорганізовано в місячник «Літературний Жовтень».

## Історія журналу
Україномовний часопис було створено з урахуванням досвіду попередніх одеських видань «Блиски», «Прибой». Редакторами журналу стали Іван Майстренко, Василь Миколюк, Панько Педа, Б. Пероцький, Ф. Самутін.
Авторський колектив видання утворювали Володимир Ґадзінський, Володимир Сосюра, Майк Йогансен, Олекса Влизько, Терень Масенко, Іван Калянник, Лесь Гомін, Василь Миколюк, Рафаїл Брусиловський та інш. 
Серед публікацій – роман «Голгофа» Леся Гомона, уривок з роману «Степ кличе» Ноте Лур'є, повісті «Завіса гір», «У павутинні» Василя Миколюка, «Кораблі» Олександра Батрова, «Смерть» Рафаїла Брусиловського, оповідання Левка Скрипника, Власа Мизинця, Олекси Гуреїва, поезії Володимира Сосюри, Майка Йогансена, Володимира Ґадзінського, Олекси Влизька, Панька Педи, Івана Калянника, Тереня Масенка, Сави Голованівського, Степана Олійника та ін., нарис «Львів — напередодні» Ярослава Галана. 
У місячнику друкували аналітичні розвідки, літературні портрети, зокрема «Василь Чумак» Володимира Ґадзінського, «Євген Плужник» Івана Романченка та А. Сивоконя, бібліографічні матеріали тощо. Основу змісту видання складали статті прокомуністичного спрямування («Масова колективізація і соціялістича перебудова села», «Бойові завдання пролетарської літератури», «Боротьба за більшовицькі темпи і право-„лівацький“ опортунізм» Івана Микитенка), 
Загалом вийшло 36 номерів. На основі журналу «Металеві дні» та часопису «Шквал» у 1934 році було створене нове періодичне видання «Літературний Жовтень»